# Subsomption (Marx)
Pour l’article homonyme, voir Subsomption.
La subsomption (Subsumption en allemand) est un concept fondamental de la philosophie marxiste. Il décrit la subordination des relations sociales par l'outil de production économique, c'est-à-dire de la soumission des travailleurs aux logiques du capital.
Il est utilisé dans un sens différent de son acception traditionnelle, car la subsomption désigne en règle générale le rapport d'un énoncé universel aux faits particuliers qu'il recouvre. Répandu par Emmanuel Kant dans sa Critique de la raison pure, il est ensuite utilisé en logique. Karl Marx développe ce concept en particulier au sein de ses Manuscrits de 1863-1867 (nommés aussi comme le "Chapitre 6 (inédit)" du livre 1 du Capital), et il est également évoqué au sein de la section 5 du Capital (édition allemande).

## Subsomption chez Marx

### Un rapport de conditionnement
Marx utilise le terme dans l'Idéologie allemande, où il soutient que la subsomption est un rapport de conditionnement du comportement individuel par les rapports sociaux, qui eux-mêmes sont déterminés par le mode de production d'une époque. Les rapports sociaux informent de la réalité sociale, car ils sont le reflet de la réalité matérielle. Les actions individuelles ont toujours une certaine indépendance, car, bien qu'elles soient subsumées par la généralité sociale, elles ne sont pas produites par celle-ci.
Ce concept est le reflet de la pensée marxiste de l'aliénation. La subsomption est présentée comme la conséquence de la domination exercée par les rapports sociaux sur les individus au niveau individuel. Il est ainsi une forme de microphysique du pouvoir, car il a trait à la manière dont le travailleur est, au niveau micro, asservi. Avec le concept de subsomption, Marx quitte sa vision macrophysique et structurelle.

### Les étapes de subsomption
Marx distingue dans sa Critique de l'économie politique la subsomption formelle de la subsomption réelle. Ces termes recouvrent les deux phases par lesquelles la subsomption passe. La subsomption formelle a lieu en premier, à l'époque de la manufacture, avant l'industrialisation des tâches. La seconde a lieu après, lorsque le capital a pleinement pris contrôle de la production.

#### La subsomption formelle
La subsomption formelle est la manière dont l'activité de travail "passe sous le commandement, la direction et la surveillance du capitaliste" sans pour autant que le travailleur et son travail ne subissent d’autre changements substantiels que celui de sa disciplinarisation. Ainsi, le processus de travail est inchangé malgré la tutelle directe du capital, contrairement à la subsomption réelle où le processus de travail est transformé par celle-ci. L'unique différence avec les conditions précapitalistes consiste en ce que les travailleurs plutôt que de travailler pour eux-mêmes travaillent pour un capitaliste. La nature coercitive du capital s'exprime elle-même simplement en ce que le travailleur travaille plus longtemps qu'il n'en a besoin pour sa subsistance, et le capitaliste s'approprie le surproduit qui s'est formé.
Historiquement, la phase formelle correspond à celle où les tisserands travaillent à domicile. La subsomption formelle du travail au capital concerne essentiellement le travail salarié - et sans doute aussi l'esclavage capitaliste en Amérique. Cette phase se distingue donc de cette forme d'exploitation capitaliste pré-industrielle où le capital fait travailler pour lui des "travailleurs indépendants" de la ville ou de la campagne, sous la forme du "capital d'usure ou [du] capital de négoce qui les sucent comme de vrais parasites" (Marx). Il s'agissait là de cas très particuliers comme le travail artistique ou celui du "prête-plume" pour un éditeur, au sujet duquel Marx refuse de parler de subordination même formelle du travail au capital, quelle que soit l'ampleur de son exploitation ; visiblement, selon lui, cette forme sociale n'affecte en rien le contenu du travail, qui pour cette raison échappe au salariat proprement dit. Quant au travail à domicile moderne, qui subsiste en "arrière-plan de la grande industrie", Marx souligne que sa "physionomie" le distincte complètement des "formes mixtes" précédentes, dans la mesure où son contenu est déterminé par son rôle dans l'organisation globale de la production capitaliste. La subordination formelle proprement dite existe surtout aux débuts de l'existence historique du capital industriel. Durant cette phase, la valorisation capitaliste semble passer principalement par ce que Marx appelle la "survaleur absolue" (où l'exploitation capitaliste se base sur un accroissement du temps de travail).

#### La subsomption réelle
La subsomption réelle suit. Elle est réelle lorsque la logique capitaliste de la production de survaleur ne s'arrête plus à la simple appropriation du produit du travail et à la surveillance des travailleurs, mais qu'elle va au-delà : lorsqu'elle "transforme la nature réelle du procès de travail ainsi que ses conditions réelles", lorsque, dans le cadre d'un régime industriel, les processus de travail auxquels les travailleurs doivent adhérer est réaménagée en vue de la production de plus-value, alors la subsomption est réelle. C'est la phase où trois mutations modifient le rapport travail/capital : mutation des formes de la division du travail, mutation du rapport de l’activité de travail aux machines et dépossession du savoir ouvrier. Durant cette phase, la valorisation capitaliste semble passer principalement par ce que Marx appelle la "survaleur relative".

#### Une distinction permettant de décrire un processus historique
Cette division entre la subsomption formelle et la subsomption réelle, rattachée à deux temps différents, permet de mettre en relief la manière dont les rapports sociaux déterminés par le capital déterminent à leur tour la matérialité sociale. Marx ne conçoit pas ainsi les relations sociales dans un monde capitalistique comme déterminées par des grandes lois sociales inflexibles du capitalisme ; il conçoit les relations sociales dans le processus dynamique de la subsomption, qui transforme les pratiques des travailleurs pour les rendre toujours plus conformes à la logique de la valorisation. Cela permet de conformer le travailleur aux rapports sociaux capitalistes.

## Postérité

### La«subsomption totale»chez Toni Negri
Toni Negri étend le concept de subsomption en l'appliquant à la société postmoderne. Il soutient qu'il arrive un moment où le capital, détenant un pouvoir totalitaire et généralisé sur le social, permet une subsomption dite « totale ». Cette totalisation de la subsomption est toutefois dangereuse pour le capital ; c'est un triomphe ambigu pour lui, parce qu'à partir du moment où le capitalisme met sous tutelle l'ensemble du social, la résistance devient également généralisée. En se diffusant pour prendre contrôle de la nature entière, la subsomption lève des résistances contre le capital.

### La subsomption coloniale
Les théoriciens marxistes des relations internationales éclairent la colonisation, considérée comme l’œuvre du grand capital pour asservir une main d’œuvre étrangère bon marché et en soutirer les ressources, comme ayant usé de la technique de la subsomption.